# Route nationale 708
La route nationale 708 ou RN 708 était une route nationale française reliant Saint-Martial-de-Valette à Marmande.
À la suite de la réforme de 1972, elle a été déclassée en route départementale 708 (RD 708).

## Ancien tracé de Saint-Martial-de-Valette à Marmande (D 708)
- Saint-Martial-de-Valette
- Rudeau-Ladosse
- Saint-Sulpice-de-Mareuil
- Mareuil
- Verteillac
- Bertric-Burée
- Ribérac
- Vanxains
- La Jemaye
- Échourgnac
- Saint-Barthélemy-de-Bellegarde
- Montpon-Ménestérol
- Saint-Méard-de-Gurçon
- Port-Sainte-Foy-et-Ponchapt
- Sainte-Foy-la-Grande
- La Roquille
- Margueron
- Villeneuve-de-Duras
- Duras
- Lévignac-de-Guyenne
- Beaupuy
- Marmande